# 国道192号

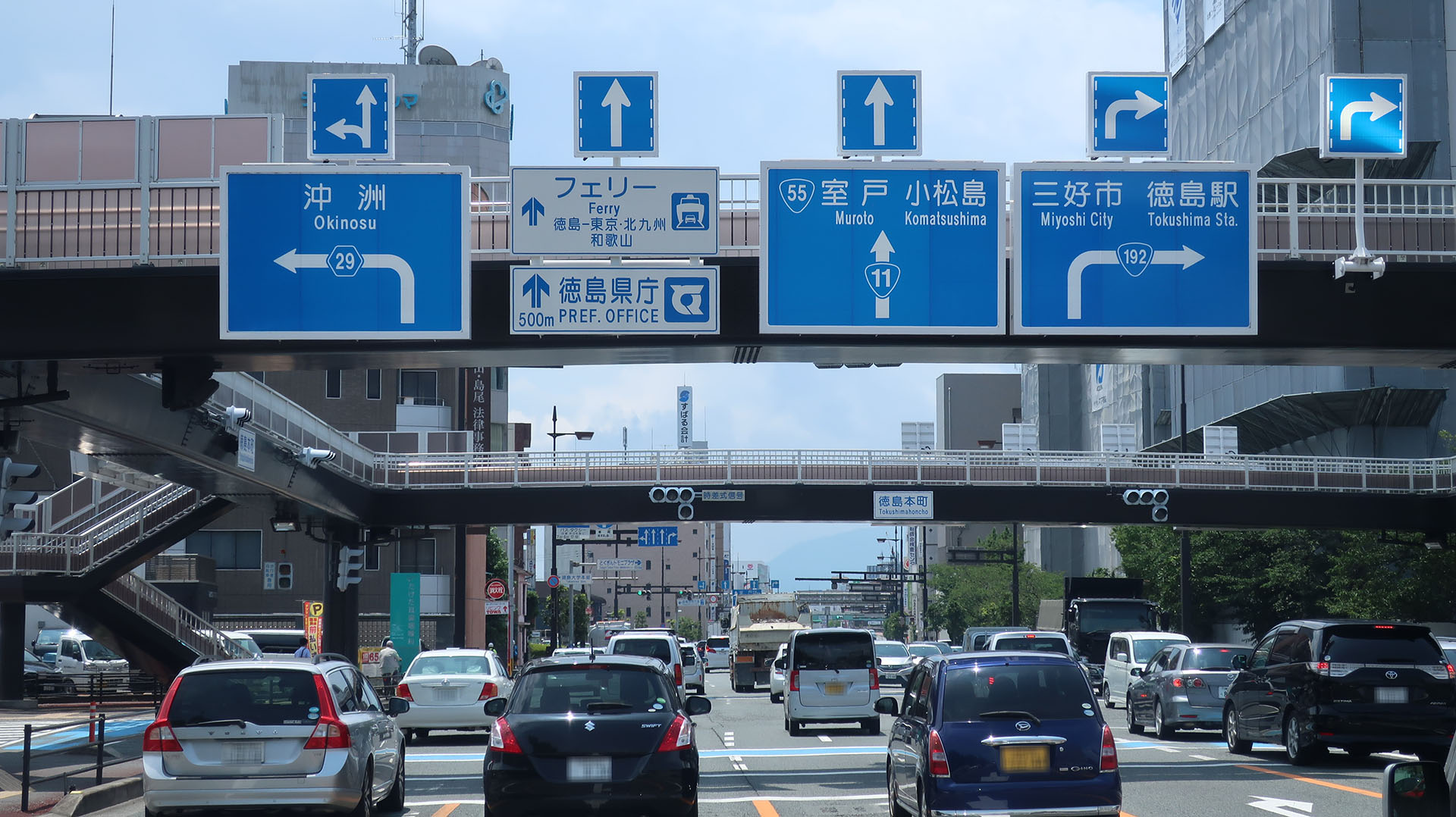
国道192号 終点
徳島県徳島市 徳島本町交差点

国道192号（こくどう192ごう）は、愛媛県西条市から徳島県徳島市に至る一般国道である。

## 概要

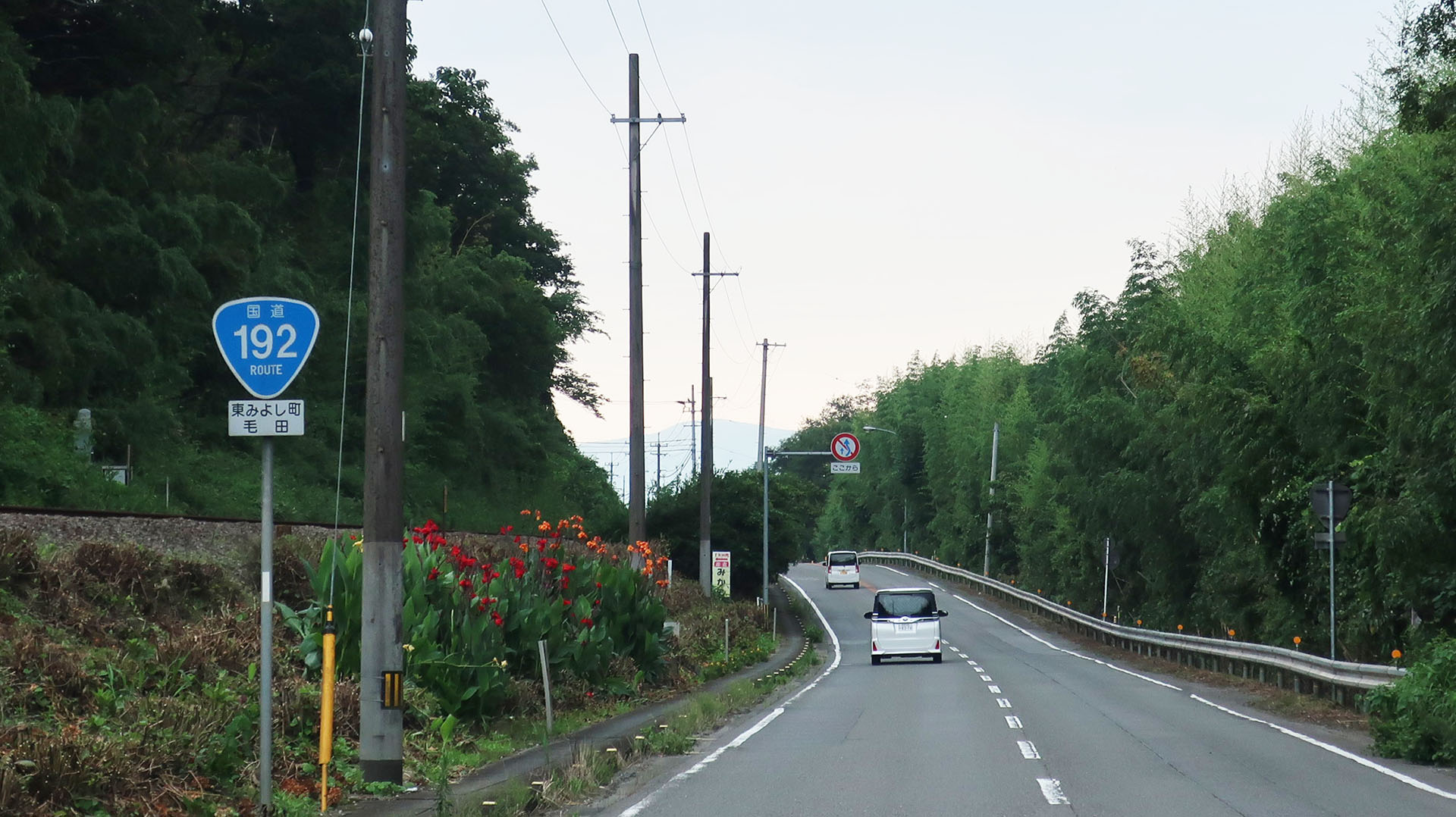
徳島県三好郡東みよし町
（2020年7月撮影）JR四国徳島線と並走

起点の西条市から、四国中央市の井地交差点まで、国道11号と重複した後、徳島県を東西に、ほぼ吉野川に沿うかたちで通っている。また沿線には、四国中央市川之江、三好市池田、美馬市穴吹、吉野川市鴨島など、地方の中心都市が存在する。そのため全線を通して交通量は非常に多い。そのような位置づけから、路線は全区間で2車線以上で非常に走りやすい道路で、3桁国道だが国土交通省管理となっている。
現在、徳島市中心部を経由せずに国道11号、国道55号、国道192号を相互に結ぶ徳島環状道路の建設が進んでおり、そのうち南側の部分（国道192号 - 国道55号）は国道192号の新道という扱いになっている。現在は徳島県道207号鬼籠野国府線との交点部分までの側道、および国道438号交点から終点（法花町から終点までは側道のみ）が完成している。

### 路線データ
一般国道の路線を指定する政令に基づく起終点および重要な経過地は次のとおり。
- 起点：西条市（小川交差点 = 国道11号上）
- 終点：徳島市（徳島本町交差点 = 国道11号・国道28号交点、国道318号・国道438号・国道439号起点、徳島県道38号沖ノ洲徳島本町線終点）
- 重要な経過地：新居浜市、伊予三島市[注釈 2]、川之江市[注釈 2]、徳島県三好郡池田町[注釈 3]、同郡井川町[注釈 3]、同県美馬郡半田町[注釈 4]、同郡貞光町[注釈 4]、同郡穴吹町[注釈 5]、同県麻植郡山川町[注釈 6]、同郡鴨島町[注釈 6]
- 総延長 : 142.3 km（徳島県 92.4 km、愛媛県 49.9 km）重用延長を含む[2][注釈 7]
- 重用延長 : 43.4 km（徳島県 5.7 km、愛媛県 37.7 km）[2][注釈 7]
- 未供用延長 : なし[2][注釈 7]
- 実延長 : 98.9 km（徳島県 86.7 km、愛媛県 12.2 km）[2][注釈 7]
  - 現道 : 93.0 km（徳島県 80.8 km、愛媛県 12.2 km）[2][注釈 7]
  - 旧道 : なし[2][注釈 7]
  - 新道 : 5.9 km（徳島県 5.9 km、愛媛県 - km）[2][注釈 7]
- 指定区間：西条市大町字小川194番10 - 徳島市徳島本町1丁目2番2（全線）[3]

## 歴史

### 年表
- 1920年（大正9年）
  - 4月1日 - 県道川之江池田線が告示第170号で認定される[4]。
  - 4月10日 - 徳島県道徳島池田線、徳島県道・愛媛県道池田川之江線、徳島県道・愛媛県道脇町川之江線として認定[要出典]
- 1953年（昭和28年）5月18日 - 二級国道192号西条徳島線（西条市 - 徳島市）として指定施行[5]。当時の終点はかちどき橋南詰交差点だった[6]。
- 1965年（昭和40年）4月1日 - 道路法改正により一級・二級区分が廃止されて一般国道192号として指定施行[1]。

### 工事概要
- 1961年（昭和36年）3月 - 国鉄牟岐線との立体交差を含む徳島市内の元町 - 徳島本町徳島交差点前の区間が完成[7]。
- 1966年（昭和41年）4月 - 徳島県美馬郡半田町で改良工事に着手[8]。
- 1967年（昭和42年） - 愛媛県川之江市石川地区で改良工事に着手[9]。
- 1972年（昭和47年）
  - 10月31日 - 境目トンネル完成。
  - 12月 - 愛媛県境目地区1次改築完成[10]。
- 1973年（昭和48年） - 愛媛県内一次改築完了[9]。
- 1977年（昭和52年）3月 - 徳島県三好郡池田町白地地区1次改築完成[11]。
- 1978年（昭和53年）3月28日 - 川之江バイパス暫定供用開始[11]。
- 1979年（昭和54年）3月 - 徳島県内一次改築完了[12]。

### 災害について
- 2014年（平成26年）12月5日早朝より雪の影響で国道192号の徳島県三好市池田町から愛媛県四国中央市金田町までの約18 kmが通行止めとなった[13]。

立ち往生車両の撤去のため四国地方整備局は、2014年（平成26年）11月21日に改正された災害対策基本法を初適用し、車両の排除を行い12月5日の5時20分より開始していた通行止めを12月6日7時30分に解除した。

## 路線状況
毎年1月には徳島駅伝が行われるため交通規制がかかる。主に徳島市では、1953年（昭和28年）に開催された四国国体に合わせて道路が整備されたことから、国体道路と呼称される。

### バイパス
- 徳島南環状道路（徳島県）
- 川之江バイパス（愛媛県）‐1978年（昭和53年4月）暫定2車開通

川之江市内の交通混雑を解消すること、地域開発を目的として1970年（昭和45年）に事業着手した、全長2,940 m（川之江市川之江町-上分町城下）のバイパス。幅員は18 mで構造規格は4種2級。

### 重複区間

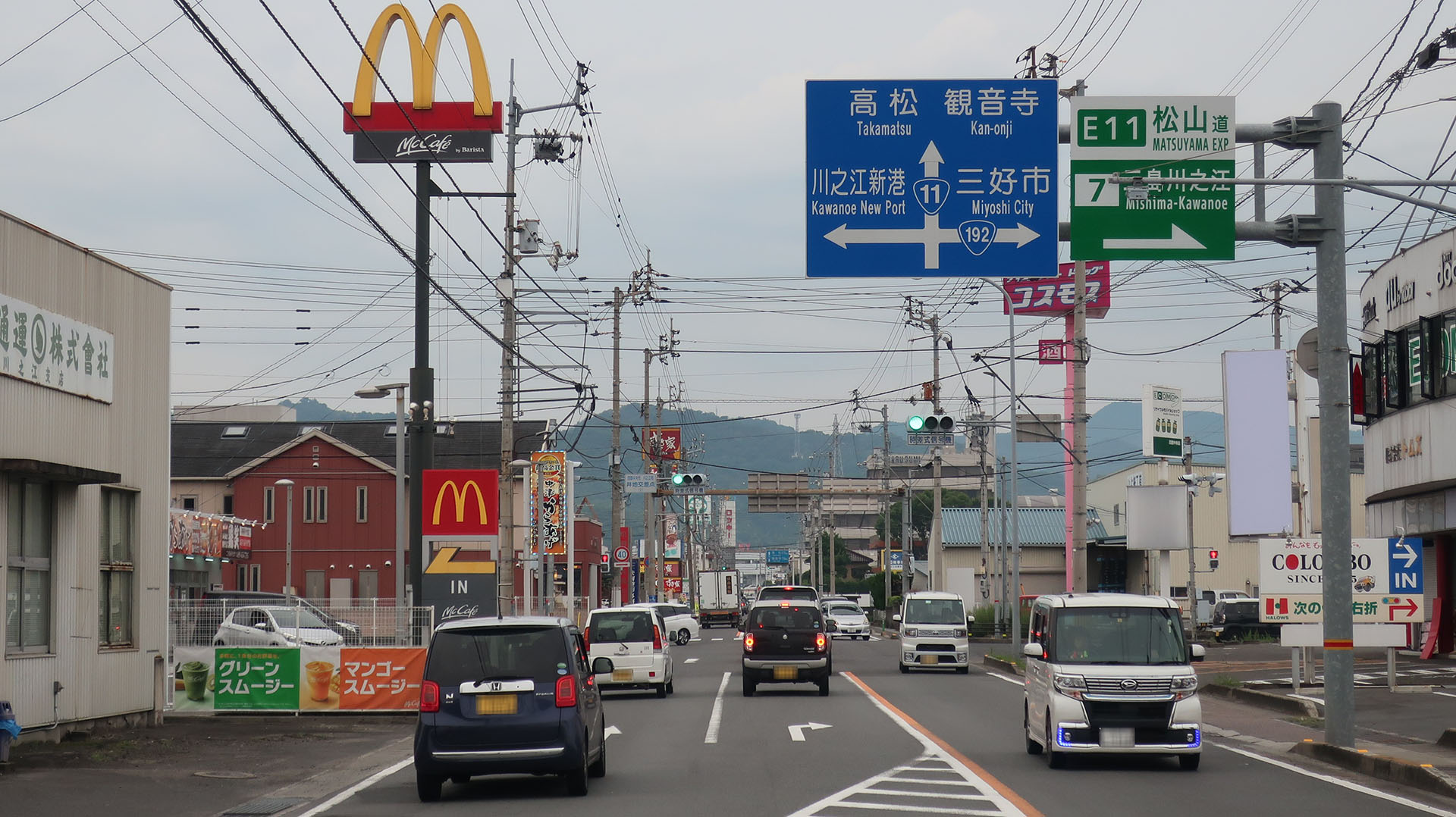
国道11号（重複区間）との分岐
四国中央市川之江町・井地交差点

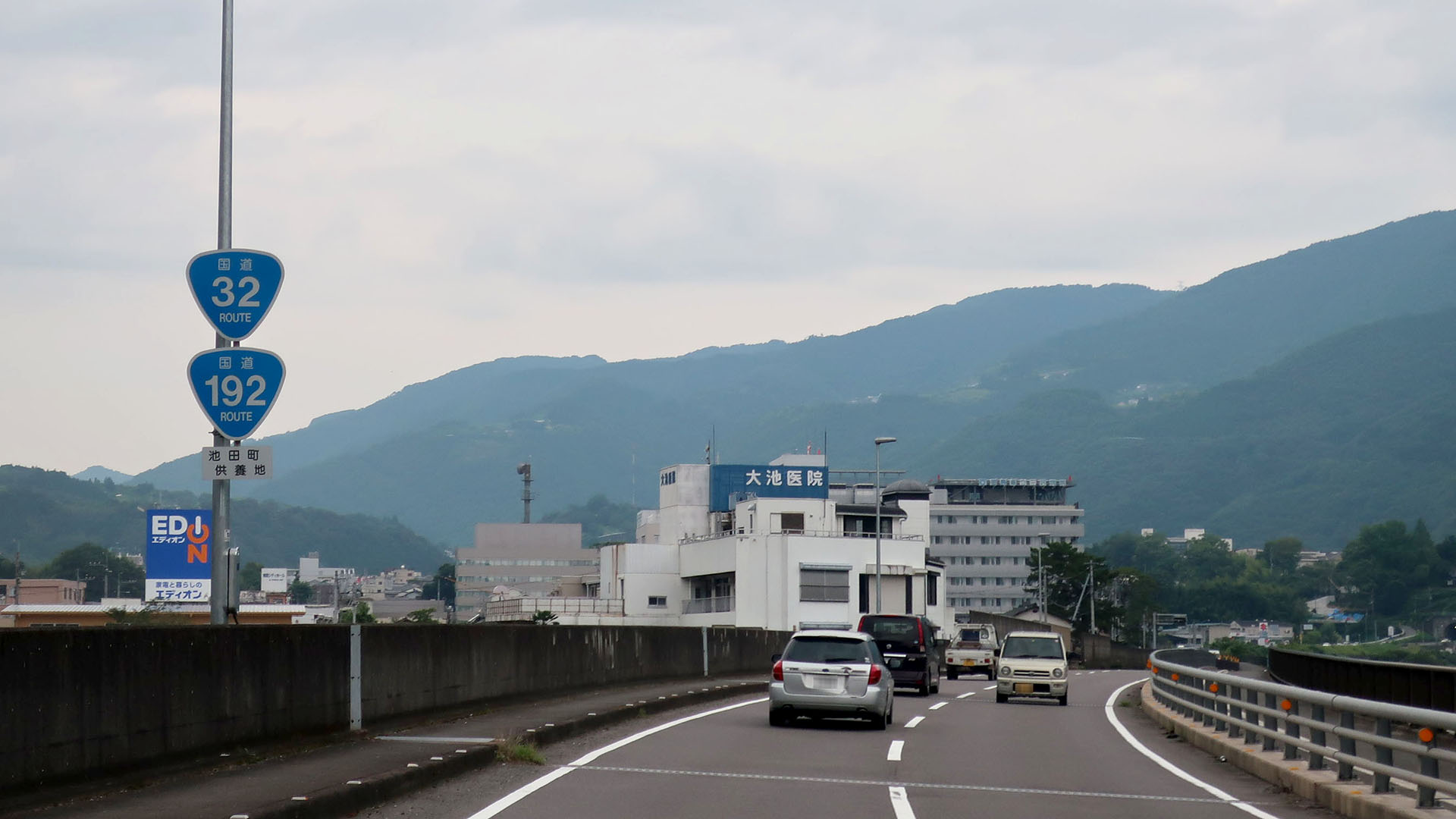
国道32号との重複
徳島県三好市池田町

- 国道11号（愛媛県西条市大町・小川交差点（起点） - 四国中央市川之江町・井地交差点）
- 国道32号・国道319号（徳島県三好市池田町白地 - 三好市井川町・井川池田IC入口交差点[20]）
- 国道438号（徳島県美馬郡つるぎ町半田 - 美馬郡つるぎ町貞光）
- 国道193号（徳島県美馬市穴吹町穴吹 - 吉野川市山川町・瀬詰交差点）
- 国道318号（徳島県吉野川市鴨島町上下島 - 徳島市徳島本町1丁目・徳島本町交差点（終点））
- 国道438号・国道439号（徳島市元町2丁目・元町交差点 - 徳島市徳島本町1丁目・徳島本町交差点（終点））

### 道路施設

#### 橋梁
- 愛媛県
  - 室川橋（室川、西条市、国道11号重複区間内）
  - 渦井橋（渦井川、新居浜市、国道11号重複区間内）
  - 尻無川橋（尻無川、新居浜市、国道11号重複区間内）
  - 国領大橋（国領川、新居浜市、国道11号重複区間内）
  - 市場橋（市場川、新居浜市、国道11号重複区間内）
  - 熊谷大橋（関川、四国中央市、国道11号重複区間内）
  - 木ノ川橋（西谷川、四国中央市、国道11号重複区間内）
  - 浦山川橋（浦山川、四国中央市、国道11号重複区間内）
  - 栗谷橋（古子川、四国中央市、国道11号重複区間内）
  - 根々見橋（城谷川、四国中央市、国道11号重複区間内）
  - 星流橋（面白川、四国中央市、国道11号重複区間内）
  - 大地橋（大地川、四国中央市、国道11号重複区間内）
  - 豊岡橋（豊岡川、四国中央市、国道11号重複区間内）
  - 長谷川橋（長谷川・樋之尾谷川、四国中央市、国道11号重複区間内）
  - 神之元橋（宮川、四国中央市、国道11号重複区間内）
  - 八幡橋（赤之井川、四国中央市、国道11号重複区間内）
  - 五反地橋（契川、四国中央市、国道11号重複区間内）
  - 西之坊橋（金生川、四国中央市）
  - 半田橋（金生川、四国中央市）
  - 南柴生橋（金生川、四国中央市）
- 徳島県
  - 池田大橋（吉野川、三好市、国道32号重複区間内）
  - 池田第二橋（弥十柳川、三好市、国道32号重複区間内）
  - 日の出橋（井ノ内谷川、三好市）
  - 貞光大橋（貞光川、美馬郡つるぎ町）
  - 太田橋（太田川、美馬郡つるぎ町）
  - 穴吹新橋（穴吹川、美馬市）
  - 山川橋（川田川、吉野川市）
  - 蛍橋（ほたる川、吉野川市）
  - 川島新橋（吉野川市）
  - 茶尾橋（吉野川市）
  - 柳橋（麻名用水、吉野川市）
  - 内原橋（麻名用水、吉野川市）
  - 市瀬橋（飯尾川、吉野川市）
  - 下浦谷橋（立石谷川、名西郡石井町）
  - 渡内橋（渡内川、名西郡石井町）
  - 上鮎喰橋（橋長305 m、幅員10.0＋10.0 m、1970年（昭和45年）度完成[21]、徳島市）
  - 佐古大橋（新町川、徳島市）

#### トンネル
- 愛媛県
  - 境目トンネル：延長855 m、幅員8.0 m、1972年（昭和47年）竣工[22]、四国中央市 - 徳島県三好市
- 徳島県
  - 天神トンネル：延長57 m、1977年（昭和52年）竣工、三好市
  - 白地トンネル：延長91 m、1976年（昭和51年）竣工、三好市
  - 池田トンネル：延長84 m、1976年（昭和51年）竣工、三好市（国道32号重複区間内）

#### 道の駅
- 徳島県
  - 貞光ゆうゆう館（美馬郡つるぎ町）

## 地理

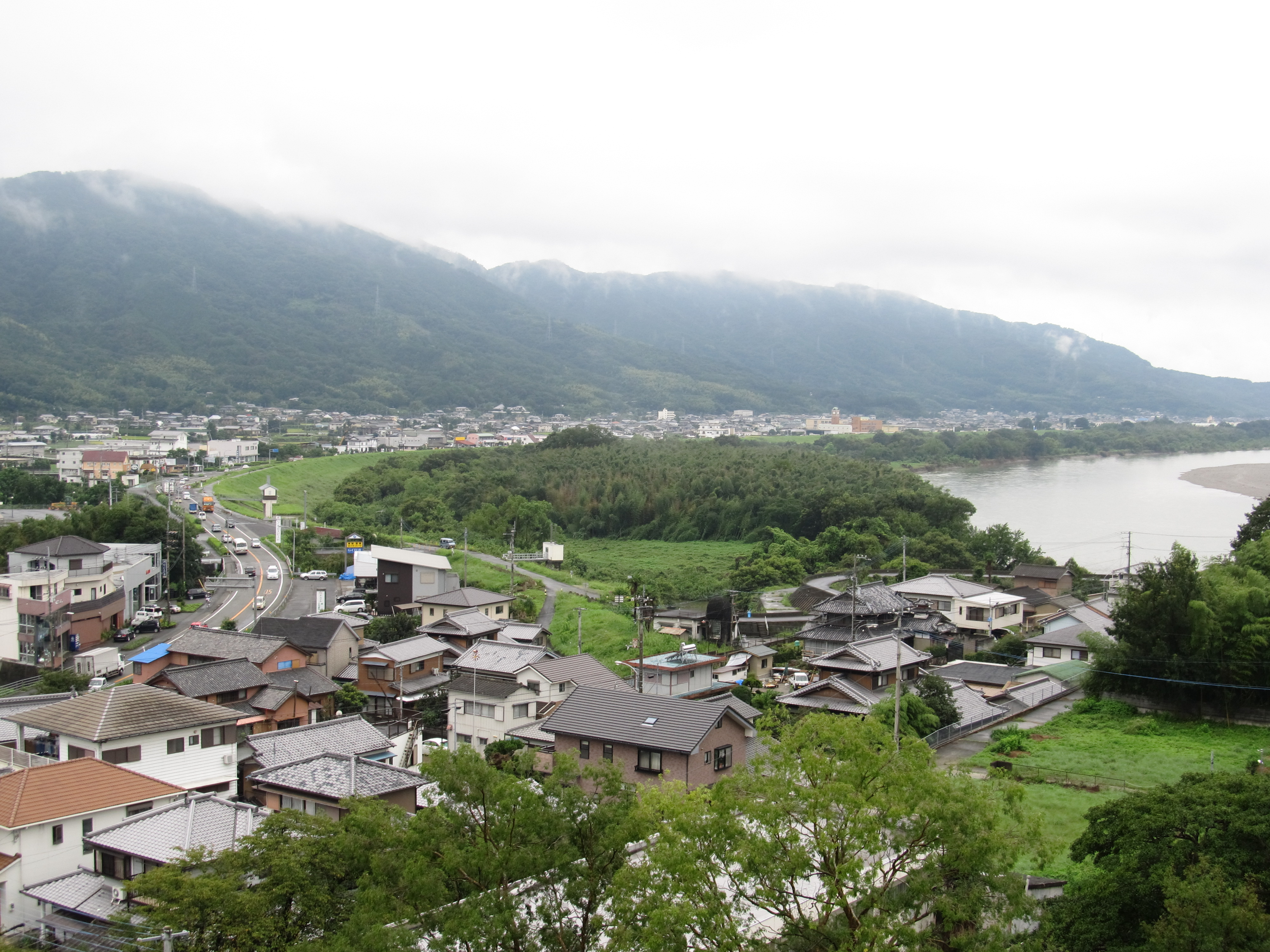
国道192号と、近くを流れる吉野川（川島城模擬天守から撮影）。

### 通過する自治体
- 愛媛県
  - 西条市 - 新居浜市 - 四国中央市
- 徳島県
  - 三好市 - 三好郡東みよし町 - 美馬郡つるぎ町 - 美馬市 - 吉野川市 - 名西郡石井町 - 徳島市

### 交差する道路

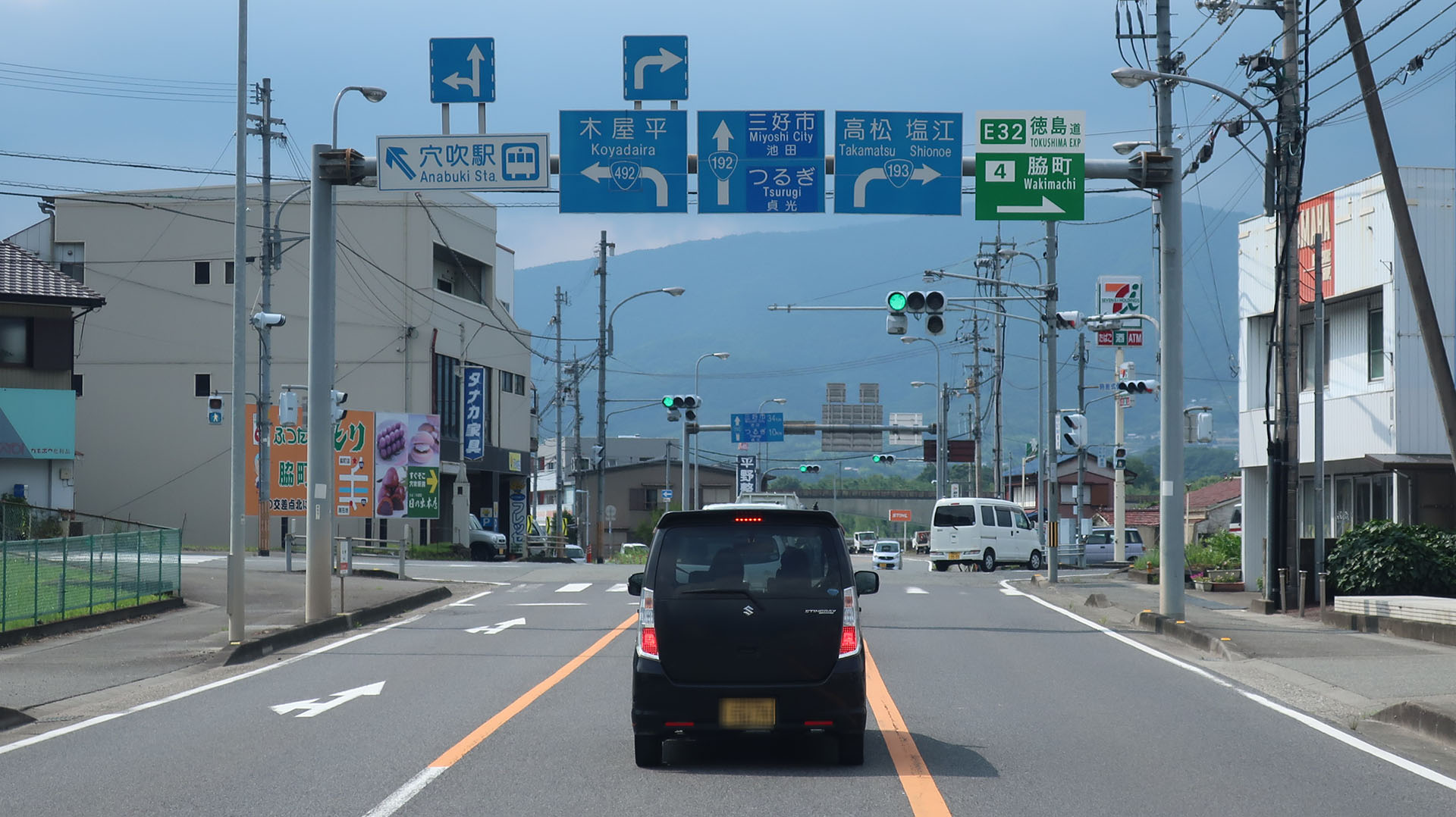
国道193号、国道492号との分岐
徳島県美馬市穴吹町

| 交差する道路 | 都道府県名 | 市町村名   | 市町村名   | 交差する場所  | 交差する場所                      |
| --- | ---------- | ---------- | ---------- | ------------- | --------------------------------- |
| 国道11号 重複区間起点 | 愛媛県     | 西条市     | 西条市     | 大町          | 小川交差点 / 起点                 |
| 愛媛県道139号飯岡玉津線                                                                                                  | 愛媛県     | 西条市     | 西条市     | 飯岡          |                                   |
| 国道11号 / 西条市バイパス                                                                                                | 愛媛県     | 西条市     | 西条市     | 飯岡          | 飯岡交差点                        |
| E11 松山自動車道 | 愛媛県     | 西条市     | 西条市     | 飯岡          | 西条IC交差点 10 いよ西条IC        |
| 愛媛県道137号金子中萩停車場線 重複区間起点                                                                               | 愛媛県     | 新居浜市   | 新居浜市   | 大生院        | 中萩駅前交差点                    |
| 愛媛県道137号金子中萩停車場線 重複区間終点                                                                               | 愛媛県     | 新居浜市   | 新居浜市   | 萩生          | 萩生交差点                        |
| 国道11号 / 新居浜バイパス                                                                                                | 愛媛県     | 新居浜市   | 新居浜市   | 萩生          |                                   |
| 愛媛県道136号新居浜港線                                                                                                  | 愛媛県     | 新居浜市   | 新居浜市   | 本郷1丁目     | 西の端交差点                      |
| 愛媛県道11号新居浜角野線 愛媛県道47号新居浜別子山線                                                                      | 愛媛県     | 新居浜市   | 新居浜市   | 西喜光地町    | 東城交差点                        |
| 愛媛県道134号国領高木線                                                                                                  | 愛媛県     | 新居浜市   | 新居浜市   | 国領1丁目     | 国領1丁目交差点                   |
| 愛媛県道47号新居浜別子山線 / バイパス 愛媛県道134号国領高木線 / バイパス                                                 | 愛媛県     | 新居浜市   | 新居浜市   | 船木          | 新居浜IC入口交差点                |
| 愛媛県道138号新居浜土居線                                                                                                | 愛媛県     | 四国中央市 | 四国中央市 | 土居町上野    | 上野交差点                        |
| 愛媛県道131号別子山土居線                                                                                                | 愛媛県     | 四国中央市 | 四国中央市 | 土居町土居    |                                   |
| 愛媛県道129号伊予土居停車場線                                                                                            | 愛媛県     | 四国中央市 | 四国中央市 | 土居町入野    | 入野交差点                        |
| 愛媛県道128号蕪崎土居線                                                                                                  | 愛媛県     | 四国中央市 | 四国中央市 | 土居町中村    | 中村交差点                        |
| E11 松山自動車道 愛媛県道13号壬生川新居浜野田線                                                                          | 愛媛県     | 四国中央市 | 四国中央市 | 土居町野田    | 土居IC交差点 8 土居IC             |
| 愛媛県道13号壬生川新居浜野田線 / 旧道                                                                                    | 愛媛県     | 四国中央市 | 四国中央市 | 豊岡町長田    |                                   |
| 愛媛県道127号伊予寒川停車場線                                                                                            | 愛媛県     | 四国中央市 | 四国中央市 | 寒川町        | 寒川駅前交差点                    |
| 国道11号 / バイパス | 愛媛県     | 四国中央市 | 四国中央市 | 中之庄町      | 中之庄町交差点                    |
| 国道319号 | 愛媛県     | 四国中央市 | 四国中央市 | 三島金子1丁目 | 三島金子交差点                    |
| 愛媛県道123号金生三島線 愛媛県道125号伊予三島停車場線                                                                    | 愛媛県     | 四国中央市 | 四国中央市 | 三島中央1丁目 | 三島中央1丁目交差点               |
| 愛媛県道333号三島川之江港線                                                                                              | 愛媛県     | 四国中央市 | 四国中央市 | 妻鳥町        |                                   |
| 国道11号 重複区間終点 | 愛媛県     | 四国中央市 | 四国中央市 | 川之江町      | 井地交差点                        |
| 愛媛県道123号金生三島線                                                                                                  | 愛媛県     | 四国中央市 | 四国中央市 | 妻鳥町        |                                   |
| 愛媛県道124号上分三島線                                                                                                  | 愛媛県     | 四国中央市 | 四国中央市 | 妻鳥町        | 赤橋交差点                        |
| 国道11号 / 川之江三島バイパス                                                                                            | 愛媛県     | 四国中央市 | 四国中央市 | 上分町        |                                   |
| 愛媛県道・高知県道5号川之江大豊線 重複区間起点                                                                           | 愛媛県     | 四国中央市 | 四国中央市 | 上分町        | 上分小学校前交差点                |
| 愛媛県道・高知県道5号川之江大豊線 重複区間終点                                                                           | 愛媛県     | 四国中央市 | 四国中央市 | 金田町半田乙  |                                   |
| 香川県道・徳島県道8号観音寺佐野線                                                                                        | 徳島県     | 三好市     | 三好市     | 池田町佐野    |                                   |
| 徳島県道268号野呂内三縄停車場線 重複区間起点                                                                             | 徳島県     | 三好市     | 三好市     | 池田町馬路    |                                   |
| 徳島県道267号白地州津線                                                                                                  | 徳島県     | 三好市     | 三好市     | 池田町白地    |                                   |
| 国道32号 重複区間起点 国道319号 重複区間起点 徳島県道268号野呂内三縄停車場線 重複区間終点                                | 徳島県     | 三好市     | 三好市     | 池田町白地    |                                   |
| 香川県道・徳島県道5号観音寺池田線                                                                                        | 徳島県     | 三好市     | 三好市     | 池田町ウヱノ  |                                   |
| 香川県道・徳島県道5号観音寺池田線 重複区間起点                                                                           | 徳島県     | 三好市     | 三好市     | 池田町ヤマダ  |                                   |
| E32 徳島自動車道 国道32号 重複区間終点 国道319号 重複区間終点                                                            | 徳島県     | 三好市     | 三好市     | 井川町西井川  | 井川池田IC入口交差点 6 井川池田IC |
| 香川県道・徳島県道5号観音寺池田線 重複区間終点                                                                           | 徳島県     | 三好市     | 三好市     | 井川町西井川  |                                   |
| 徳島県道140号大利辻線 | 徳島県     | 三好市     | 三好市     | 井川町辻      |                                   |
| 徳島県道266号昼間辻線 | 徳島県     | 三好市     | 三好市     | 井川町辻      |                                   |
| 徳島県道132号三加茂三好線                                                                                                | 徳島県     | 三好郡     | 東みよし町 | 加茂          |                                   |
| 徳島県道44号三加茂東祖谷山線                                                                                             | 徳島県     | 三好郡     | 東みよし町 | 加茂          | 東みよし町北村交差点              |
| 徳島県道264号出口太刀野線 重複区間起点                                                                                   | 徳島県     | 三好郡     | 東みよし町 | 西庄          | 東みよし町西庄交差点              |
| 徳島県道264号出口太刀野線 重複区間終点                                                                                   | 徳島県     | 三好郡     | 東みよし町 | 中庄          |                                   |
| 徳島県道262号芝生中庄線                                                                                                  | 徳島県     | 三好郡     | 東みよし町 | 中庄          |                                   |
| 徳島県道126号半田貞光線                                                                                                  | 徳島県     | 美馬郡     | つるぎ町   | 半田          |                                   |
| 徳島県道127号美馬半田線 重複区間起点                                                                                     | 徳島県     | 美馬郡     | つるぎ町   | 半田          |                                   |
| 徳島県道127号美馬半田線 重複区間終点                                                                                     | 徳島県     | 美馬郡     | つるぎ町   | 半田          |                                   |
| 国道438号 重複区間起点                                                                                                   | 徳島県     | 美馬郡     | つるぎ町   | 半田          |                                   |
| 国道438号 重複区間終点                                                                                                   | 徳島県     | 美馬郡     | つるぎ町   | 貞光          |                                   |
| 徳島県道126号半田貞光線                                                                                                  | 徳島県     | 美馬郡     | つるぎ町   | 貞光          |                                   |
| 徳島県道131号美馬貞光線                                                                                                  | 徳島県     | 美馬郡     | つるぎ町   | 貞光          |                                   |
| 徳島県道157号小島停車場線                                                                                                | 徳島県     | 美馬市     | 美馬市     | 穴吹町三島    |                                   |
| 徳島県道・香川県道106号穴吹塩江線                                                                                        | 徳島県     | 美馬市     | 美馬市     | 穴吹町三島    |                                   |
| 徳島県道199号脇三谷線 | 徳島県     | 美馬市     | 美馬市     | 穴吹町三島    |                                   |
| 国道193号 重複区間起点 国道492号                                                                                         | 徳島県     | 美馬市     | 美馬市     | 穴吹町穴吹    |                                   |
| 国道492号 / バイパス | 徳島県     | 美馬市     | 美馬市     | 穴吹町穴吹    |                                   |
| 徳島県道139号船戸切幡上板線                                                                                              | 徳島県     | 吉野川市   | 吉野川市   | 山川町一里塚  |                                   |
| 徳島県道249号井上川田線                                                                                                  | 徳島県     | 吉野川市   | 吉野川市   | 山川町川田    |                                   |
| 徳島県道247号船戸山川線                                                                                                  | 徳島県     | 吉野川市   | 吉野川市   | 山川町川田    |                                   |
| 徳島県道249号井上川田線 重複区間起点                                                                                     | 徳島県     | 吉野川市   | 吉野川市   | 山川町川田    |                                   |
| 徳島県道249号井上川田線 重複区間終点                                                                                     | 徳島県     | 吉野川市   | 吉野川市   | 山川町川田    |                                   |
| 徳島県道248号奥野井阿波山川停車場線                                                                                      | 徳島県     | 吉野川市   | 吉野川市   | 山川町湯立    |                                   |
| 国道193号 重複区間終点 香川県道・徳島県道3号志度山川線 徳島県道253号山川海南線                                           | 徳島県     | 吉野川市   | 吉野川市   | 山川町前川    | 山川町瀬詰交差点                  |
| 徳島県道244号山川川島線 徳島県道247号船戸山川線                                                                          | 徳島県     | 吉野川市   | 吉野川市   | 山川町堤外    | 吉野川市山川町堤外交差点          |
| 徳島県道246号仁賀木山瀬停車場線 重複区間起点                                                                             | 徳島県     | 吉野川市   | 吉野川市   | 山川町堤内    | 山川町堤内交差点                  |
| 徳島県道246号仁賀木山瀬停車場線 重複区間終点                                                                             | 徳島県     | 吉野川市   | 吉野川市   | 山川町堤内    |                                   |
| 徳島県道125号市場学停車場線 重複区間起点                                                                                 | 徳島県     | 吉野川市   | 吉野川市   | 川島町三ツ島  | 川島町三ツ島交差点                |
| 徳島県道125号市場学停車場線 重複区間終点                                                                                 | 徳島県     | 吉野川市   | 吉野川市   | 川島町児島    | 川島町児島交差点                  |
| 香川県道・徳島県道2号津田川島線 徳島県道156号阿波川島停車場線                                                            | 徳島県     | 吉野川市   | 吉野川市   | 川島町川島    | 川島町城山交差点                  |
| 徳島県道43号神山川島線                                                                                                   | 徳島県     | 吉野川市   | 吉野川市   | 川島町川島    | 川島町神後交差点                  |
| 徳島県道122号板野川島線                                                                                                  | 徳島県     | 吉野川市   | 吉野川市   | 川島町桑村    | 川島町桑村交差点                  |
| 徳島県道240号西麻植下浦線                                                                                                | 徳島県     | 吉野川市   | 吉野川市   | 鴨島町西麻植  | 鴨島町西麻植交差点                |
| 徳島県道238号川島西麻植停車場線                                                                                          | 徳島県     | 吉野川市   | 吉野川市   | 鴨島町西麻植  | 鴨島町西麻植交差点                |
| 国道318号 重複区間起点                                                                                                   | 徳島県     | 吉野川市   | 吉野川市   | 鴨島町上下島  |                                   |
| 徳島県道155号鴨島停車場線                                                                                                | 徳島県     | 吉野川市   | 吉野川市   | 鴨島町上下島  |                                   |
| 徳島県道31号鴨島神山線                                                                                                   | 徳島県     | 吉野川市   | 吉野川市   | 鴨島町鴨島    |                                   |
| 徳島県道239号牛島上下島線                                                                                                | 徳島県     | 吉野川市   | 吉野川市   | 鴨島町牛島    |                                   |
| 徳島県道235号宮川内牛島停車場線                                                                                          | 徳島県     | 吉野川市   | 吉野川市   | 鴨島町牛島    |                                   |
| 徳島県道154号牛島停車場線                                                                                                | 徳島県     | 吉野川市   | 吉野川市   | 鴨島町上浦    | 鴨島町上浦交差点                  |
| 徳島県道240号西麻植下浦線                                                                                                | 徳島県     | 名西郡     | 石井町     | 浦庄          | 石井町浦庄交差点                  |
| 徳島県道20号石井神山線                                                                                                   | 徳島県     | 名西郡     | 石井町     | 石井          |                                   |
| 徳島県道231号高原石井線                                                                                                  | 徳島県     | 名西郡     | 石井町     | 石井          | 石井町石井交差点                  |
| 徳島県道・香川県道34号石井引田線                                                                                         | 徳島県     | 名西郡     | 石井町     | 石井          |                                   |
| 徳島県道153号石井停車場線                                                                                                | 徳島県     | 名西郡     | 石井町     | 石井          | 石井町石井交差点                  |
| 徳島県道230号第十白鳥線                                                                                                  | 徳島県     | 名西郡     | 石井町     | 石井          | 石井町白鳥交差点                  |
| 国道192号 / バイパス 徳島県道29号徳島環状線                                                                              | 徳島県     | 徳島市     | 徳島市     | 国府町観音寺  |                                   |
| 徳島県道206号西黒田中村線                                                                                                | 徳島県     | 徳島市     | 徳島市     | 国府町府中    |                                   |
| 徳島県道29号徳島環状線 / 旧道 徳島県道232号平島国府線                                                                    | 徳島県     | 徳島市     | 徳島市     | 国府町府中    |                                   |
| 徳島県道207号鬼籠野国府線                                                                                                | 徳島県     | 徳島市     | 徳島市     | 国府町南岩延  |                                   |
| 徳島県道21号神山鮎喰線                                                                                                   | 徳島県     | 徳島市     | 徳島市     | 鮎喰町2丁目   | 鮎喰町二丁目交差点                |
| 徳島県道203号鮎喰新浜線                                                                                                  | 徳島県     | 徳島市     | 徳島市     | 鮎喰町2丁目   |                                   |
| 徳島県道・香川県道1号徳島引田線                                                                                          | 徳島県     | 徳島市     | 徳島市     | 庄町1丁目     | 徳大薬学部前交差点                |
| 徳島県道151号蔵本停車場線                                                                                                | 徳島県     | 徳島市     | 徳島市     | 蔵本町2丁目   | 徳大医学部前交差点                |
| 徳島県道150号佐古停車場線                                                                                                | 徳島県     | 徳島市     | 徳島市     | 佐古二番町    | 佐古二番町交差点                  |
| 徳島県道30号徳島鴨島線                                                                                                   | 徳島県     | 徳島市     | 徳島市     | 藍場町2丁目   | 藍場町交差点                      |
| 国道438号 重複区間起点 国道439号 重複区間起点 徳島県道13号徳島停車場線                                                   | 徳島県     | 徳島市     | 徳島市     | 元町2丁目     | 元町交差点                        |
| 国道11号 国道28号 重複 国道318号 重複区間終点 国道438号 重複区間終点 国道439号 重複区間終点 徳島県道38号沖ノ洲徳島本町線 | 徳島県     | 徳島市     | 徳島市     | 徳島本町1丁目 | 徳島本町交差点 / 終点             |

### 交差する鉄道
- 予讃線
- 土讃線
- 徳島線

### 峠
- 愛媛県
  - 境目峠（標高400 m、四国中央市 - 徳島県三好市）